# マスクーシュ
| 母語話者（マスクーシュ）2016 | 母語話者（マスクーシュ）2016 | 母語話者（マスクーシュ）2016 | 母語話者（マスクーシュ）2016 | 母語話者（マスクーシュ）2016 |
| ---------------------------- | ---------------------------- | ---------------------------- | ---------------------------- | ---------------------------- |
|                              |                              |                              |                              |                              |
| フランス語                   | フランス語                   |                              | 92.10%                       | 92.10%                       |
| 英語                         | 英語                         |                              | 2.47%                        | 2.47%                        |
| その他                       | その他                       |                              | 3.96%                        | 3.96%                        |

マスクーシュ（Mascouche）は、カナダのケベック州、ラノディエール地域のレ・ムーラン郡にある都市。モントリオール大都市圏に属し、人口は2016年時点で4万6692人。創設は1855年、1970年に市に昇格した。近年はモントリオールの衛星都市としての宅地開発が進み、2014年には通勤鉄道も開通しケベック州の中でも特に人口増加率が著しい自治体となっている。市名はアルゴンキン語派で熊の平原を意味する「maskutchew」が由来。

## 地理
モントリオール中心部の北東25㎞に位置し南側をテルボンヌに隣接している。

### 人口
2016年センサスによる人口は46,692人である。国勢調査によると2006年-2011年の人口増加率は25.8%とケベック州の中では最も高い都市のひとつとなっている。2016年の統計による住民の母語の割合はフランス語が92.10%と大半を占める。
| 年度   | 人口（人） | 増加率（%） |
| ------ | ---------- | ----------- |
| 2016年 | 46,692     | 9.9         |
| 2011年 | 42,491     | 25.8        |
| 2006年 | 33,764     | 14.2        |
| 2001年 | 29,556     | 5.2         |
| 1996年 | 28,097     | 8.8         |
| 1991年 | 25,828     | -           |

- 増加率は過去5年間の人口増加率を意味する。

## 交通

### 空港
マスクーシュ空港 - 定期便の運行は行われていない。主に自家用機や飛行訓練に使われる。

### 鉄道
RTM（Réseau de transport métropolitain）によって運営される郊外列車のマスクーシュ線が2014年に開通しマスクーシュ駅が終着駅となっている。およそ1時間でモントリオール中心部に到着する。